# زبان نیاکره‌ای
زبان نیاکره‌ای (کره‌ای: 한국조어) زبان نیای بازسازی‌شده خانواده زبان‌های کره‌ای است. این زبان با استفاده از بازسازی داخلی از کره‌ای میانه و با تجزیه و تحلیل فلسفی مستندات جزئی کره‌ای باستان انجام شده‌است.